# Catoplatus
Catoplatus är ett släkte av insekter. Catoplatus ingår i familjen nätskinnbaggar.
Släktet innehåller bara arten Catoplatus fabricii.